# We Were Us
«We Were Us» —en español: «Nosotros nos quedamos»— es una canción escrita por Nicolle Galyon, Jimmy Robbins, y Jon Nite, y cantada por el cantante neozelandesa de música country Keith Urban a dúo con la cantante de country estadounidense Miranda Lambert. Es el segundo sencillo del álbum Fuse.

## Video musical
El video musical fue dirigido por Reid Long y se estrenó en noviembre de 2013.

## Posicionamiento en listas

### Listas semanales
| Listas (2013)                              | Mejor posición |
| ------------------------------------------ | -------------- |
| Canadá (Canadian Hot 100)                  | 25             |
| Canada Country (Billboard)                 | 2              |
| Estados Unidos (Billboard Hot 100)         | 26             |
| Estados Unidos Country Airplay (Billboard) | 1              |
| Estados Unidos (Hot Country Songs)         | 1              |

### Posición fin de año
| Listas (2013)                                | Posición |
| -------------------------------------------- | -------- |
| Estados Unidos Country Airplay (Billboard)   | 57       |
| Estados Unidos Hot Country Songs (Billboard) | 62       |